# Villamantilla
Villamantilla község Spanyolországban, Madrid tartományban. Villamantilla Aldea del Fresno, Villanueva de Perales, Colmenar del Arroyo, Chapinería, Villamanta és Navalagamella községekkel határos. Lakosainak száma 1624 fő (2024).

## Népesség
A település népessége az utóbbi években az alábbiak szerint változott:
| Lakosok száma | 337  | 493  | 652  | 858  | 1183 | 1241 | 1382 | 1441 | 1567 | 1624 |
|               | 2001 | 2004 | 2007 | 2009 | 2012 | 2014 | 2017 | 2019 | 2022 | 2024 |